# Stanford Rivers
Stanford Rivers is een civil parish in het bestuurlijke gebied Epping Forest, in het Engelse graafschap Essex met 817 inwoners.